# Constantijn III van Armenië
Constantijn III (Armeens: Կոստանդին Ա, Gosdantin III of Kostandine III (1278 – ca. 1310) was voor een korte periode koning van het Armeense Koninkrijk van Cilicië van 1298 tot 1299. Hij was een zoon van Leo III van Armenië en Kyranna (Keran) de Lampron en maakte deel uit van de Hethumiden-dynastie.
Hij hielp zijn oudere broer Sempad de troon te bemachtigen in 1296 maar keerde zich twee jaar later tegen hem om zijn oudere broer Hethum II weer op de troon te helpen. Hij nam het koningschap waar in 1299, voor zijn herstellende broer die door (tijdelijke)blindheid geslagen was. Nadat Hethum II het koningschap weer had overgenomen, verzoende Constantijn zich echter weer met zijn broer Sempad en maakte nieuwe plannen om de troon te bemachtigen. Na het ontdekken ervan sloot Hethum II ze beiden voor de rest van hun leven in gevangenschap op ; Constantijn zou rond 1310 overleden zijn.